# Oregodasys caymanensis
Oregodasys caymanensis is een buikharige uit de familie van de Thaumastodermatidae. De wetenschappelijke naam van de soort werd voor het eerst geldig gepubliceerd in 2014 door Hochberg, Atherton en Kieneke.